# Station Balin
Station Balin is een spoorwegstation in de Poolse plaats Balin.